# Inginerie industrială

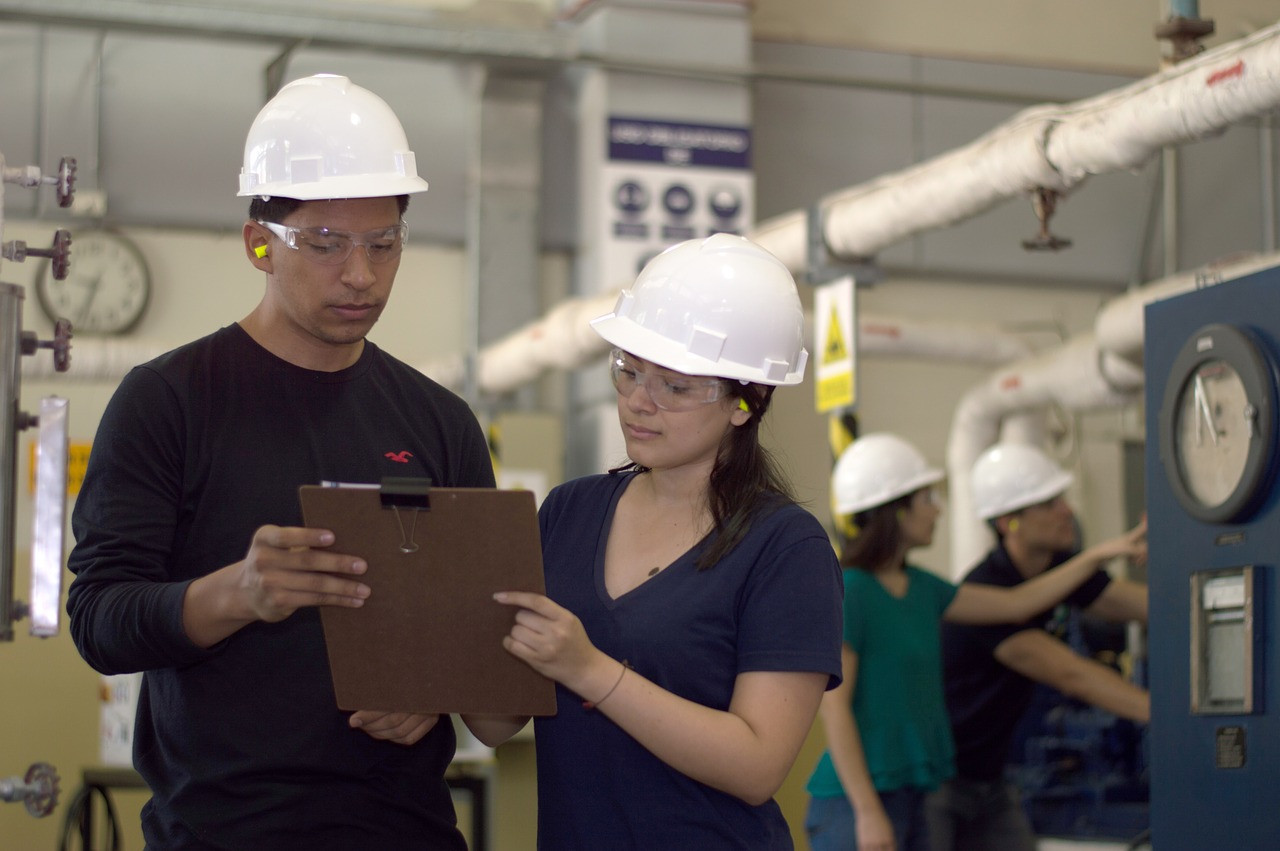
Ingineri industriali într-o fabrică.

Ingineria industrială este o profesie inginerească care se preocupă de optimizarea proceselor, sistemelor sau organizațiilor complexe prin dezvoltarea, îmbunătățirea și implementarea sistemelor integrate de oameni, bani, cunoștințe, informații, echipamente, energie și materiale.
Inginerii industriali utilizează cunoaștere și abilități specializate în științele matematice, fizice și sociale, împreună cu principiile și metodele de analiză și proiectare a ingineriei, pentru a specifica, prezice și evalua rezultatele obținute din sisteme și procese. Din aceste rezultate, ei sunt capabili să creeze noi sisteme, procese sau situații pentru coordonarea utilă a muncii, a materialelor și a mașinilor și, de asemenea, să îmbunătățească calitatea și productivitatea sistemelor, fizice sau sociale. În funcție de sub-specialitățile implicate, ingineria industrială se poate suprapune, cercetării operațiunilor, ingineriei sistemelor, ingineriei manufacturii, ingineriei producției, ingineriei lanțului de aprovizionare, științei managementului, ingineriei managementului, ingineriei financiare, ergonomiei sau inginerilor factorilor umani, ingineriei de siguranță sau altele, în funcție de punctul de vedere sau motivele utilizatorului.

## Legături externe
- Materiale media legate de inginerie Industrială la Wikimedia Commons